# Olena Bilosiuk
Olena Bilosiuk (născută Pidhrușna; n. 9 ianuarie 1987, Legnica, Republica Populară Polonă, Polonia) este o biatlonistă ce a reprezentat Ucraina, medaliată olimpică. A participat la 3 ediții ale Jocurilor Olimpice (2010, 2014, 2022) în care a câștigat o medalie de aur.